# سقوط هواپیمای گروه واگنر
سقوط هواپیمای جت تجاری امبرائر لجسی ۶۰۰ در استان تور روسیه که حامل یوگنی پریگوژین، رهبر گروه واگنر و دیمیتری اوتکین، از بنیانگذاران واگنر، در ۲۳ اوت ۲۰۲۳ رخ داد. این جت تجاری از مسکو به سمت سن پترزبورگ در حرکت بود که در نزدیکی کوژنکینو سقوط کرد و ده سرنشین آن از جمله سه خدمه کشته شدند.
پس از سقوط هواپیما، ولادیمیر پوتین، رئیس‌جمهور روسیه، در پیامی به خانواده‌های جان‌باختگان تسلیت گفت. پوتین گفت واگنر نقش مهمی در مبارزه با رژیم نئونازی در اوکراین ایفا کرد و پریگوژین را مردی بااستعداد اما پیچیده توصیف کرد که در مناطق مختلف جهان به نتایج موفقیت‌آمیزی دست یافت. جو بایدن، رئیس‌جمهور ایالات متحده آمریکا گفت از شنیدن خبر مرگ احتمالی رئیس گروه واگنر تعجب نکرد و آن غیرقابل انتظار نخواند.

## زمینه
گروه واگنر، یک شرکت نظامی خصوصی وابسته به بودجه دولتی روسیه تحت رهبری یوگنی پریگوژین، نقش راهبردی در حمله روسیه به اوکراین ایفا کرد. پریگوژین یکی از نزدیکان ولادیمیر پوتین، رئیس‌جمهور روسیه بود. پریگوژین به‌طور آشکار از وزارت دفاع روسیه برای سوء مدیریت حملات انتقاد نمود و گفت دلایل آنان برای حملات کذب بوده. در ۲۳ ژوئن ۲۰۲۳، پریگوژین گروه واگنر را در یک شورش یک روزه بر ضد وزارت دفاع روسیه رهبری کرد. شورش از طریق مذاکرات حل شد. برخی معتقد بودند مصونیت پریگوژین بلند مدت نمی‌باشد. در ۲۳ اوت ۲۰۲۳، روز سقوط، اعلام شد پریگوژین اخیراً از سفر به آفریقا بازگشته است. کاخ کرملین ۳۰ اوت ۲۰۲۳ اعلام کرد نتیجه تحقیقات پیرامون سقوط هواپیما بیانگر احتمال عامدانه بودن این سانحه است.
در سال ۲۰۱۹ به اشتباه گزارش شد پریگوژین در حادثه سقوط یک هواپیمای ترابری ای ان-۷۲ در کنگو کشته شده و بعد از گذشت ۳ روز دیده شد.